# Adolfo Perani
Adolfo Perani, noto anche con lo pseudonimo di Popi Perani (fl. XX secolo), è stato un autore televisivo, regista radiofonico e paroliere italiano.

## Biografia
Inizialmente regista di trasmissioni radiofoniche condotte da Mike Bongiorno (Nero o bianco?, Studio L chiama X) e Ugo Tognazzi (Colpo di vento) tra la fine degli anni '50 e l'inizio degli anni '60, fu poi autore televisivo tra i più prolifici, con un grande numero di programmi da lui firmati, soprattutto giochi e quiz. Conosciuto per essere stato l'autore delle edizioni di Giochi senza frontiere dal 1968 al 1971, delle sei edizioni di Portobello tra il 1977 e il 1983 e delle prime quattro edizioni di Fantastico, dirette da Enzo Trapani tra il 1979 e il 1984, fu anche tra gli autori del programma La bustarella di Antenna 3 Lombardia.
Come paroliere scrisse per Pino Donaggio, I Giganti e il Quartetto Cetra e fu inoltre sceneggiatore di una serie di Carosello sui giochi semplici e complicati con Pippo Baudo nel 1976. Era sposato alla metà degli anni '60 con l'attrice Marcella Michelangeli, dalla quale in seguito si separò.

## Programmi televisivi
- La fiera dei sogni (Secondo Programma, 1963-1966)
- Come quando fuori piove (Programma Nazionale, 1971-1972)
- Gli ultimi cento secondi (Programma Nazionale, 1972-1973)
- Il mangianote (Programma Nazionale, 1974)
- Spaccaquindici (Secondo Programma, 1975)
- Un colpo di fortuna (Programma Nazionale, 1975-1976)
- Chi? (Rete 1, 1976-1977)
- Mille e una luce (Rete 1, 1978)
- Io e la Befana (Rete 1, 1978-1979)
- Sette e mezzo (Rete 1, 1980)
- Scacco matto (Rete 1, 1980-1981)
- Test - Gioco per conoscersi (Rai 1, 1983-1984)
- Il trappolone (Rai 2, 1984)
- Buonasera Raffaella (Rai 1, 1985-1986)
- Il bello della diretta (Rai 2, 1986)
- Raffaella Carrà Show (Canale 5, 1988)

## Programmi radiofonici
- Colpo di vento (Secondo Programma, 1956)
- Nero o bianco? (Secondo Programma, 1958)
- Studio L chiama X (Secondo Programma, 1962)